# Eleições para a Câmara dos Conselheiros do Japão em 2007
As vigésimas-primeiras eleições para a Câmara dos Conselheiros (em japonês: 第21回参議院議員通常選挙, transl. Dainijūikkai Sangiingiin Tsūjōsenkyo), câmara alta do Legislativo do Japão, foram realizadas em 29 de julho de 2007. Esta foi a primeira vez que o primeiro-ministro Shinzo Abe enfrentou uma eleição. A data de sua realização era originalmente 22 de julho, porém o Partido Liberal Democrata, governista, decidiu prorrogar, no meio de junho, as sessões da casa por mais uma semana a fim de terminar negócios legislativos; esta medida foi criticada por ter sido tão repentina.
A Câmara dos Conselheiros consiste de 242 membros, que servem mandatos de seis anos. Aproximadamente metade dos seus integrantes são eleitos a cada três anos. A última eleição foi realizada em 2004, quando Junichiro Koizumi, antecessor de Abe, estava no poder.
A casa terminou sua 166ª sessão no dia 5 de julho de 2007, marcando o início não-oficial da campanha. A campanha oficial iniciou-se a 12 de julho.

## Resultados

Resultados da Eleição (Total)

De acordo com a rede de televisão NHK, o partido Partido Liberal Democrata (PLD) perdeu sua maioria na câmara alta, enquanto o Partido Democrata do Japão (PDJ) conseguiu o maior número de cadeiras desde sua fundação, em 1996. A coalizão do PLD perdeu 3 de suas 12 cadeiras para o partido Novo Komeito.